# Jan Hammarlund 1972–92
Jan Hammarlund 1972–92 är ett samlingsalbum av Jan Hammarlund. Det gavs ut 1992 och innehåller sånger från debutalbumet Befriade från skolan (1972) och framåt.

## Låtlista
1. "Jag vill leva i Europa"
2. "Skolsången"
3. "De som håller musiken vid liv"
4. "När kan vi dela"
5. "Ville"
6. "Mjuka tassar"
7. "Många fler än två"
8. "Jag vill ha dig"
9. "En stad på vattnet" (duett med Maritza Horn)
10. "Vår kärlek är här för att stanna"
11. "Den överlevande kommunarden"
12. "Si go' afton"
13. "Entré"
14. "Kärlek och sång" (duett med Marie Bergman)
15. "Nåt på spisen med varann"
16. "Vinterblås"
17. "Dans på våra gator"
18. "Valarna som sjunger" (duett med Turid)